# Carlo Minchiatti
Carlo Minchiatti (ur. 30 grudnia 1915 w San Valentino della Collina, zm. 11 kwietnia 1996 w Benewencie) – włoski duchowny rzymskokatolicki, biskup diecezji Akwinu, Sory i Pontecorvo i arcybiskup benewentyński.

## Biografia
3 lipca 1939 otrzymał święcenia prezbiteriatu.
30 sierpnia 1969 papież Paweł VI mianował go biskupem pomocniczym diecezji Akwinu, Sory i Pontecorvo (połączonych w unii aeque principaliter) oraz biskupem tytularnym vartańskim. 9 listopada 1969 w Perugii przyjął sakrę biskupią z rąk arcybiskupa perugijskiego Ferdinando Lambruschiniego. Współkonsekratorami byli emerytowany arcybiskup perugijski Raffaele Baratta oraz biskup Akwinu, Sory i Pontecorvo Biagio Musto.
29 maja 1971 ten sam papież mianował go biskupem diecezji Akwinu, Sory i Pontecorvo. Jako ordynariusz tych diecezji przeprowadził uroczystości 700-lecia narodzin św. Tomasza z Akwinu. Z tej okazji odnowił katedrę w Akwinie, którą za jego staraniem papież podniósł do rangi bazyliki mniejszej. Doprowadził do udziału Pawła VI w kulminacyjnych uroczystościach.
6 sierpnia 1982 papież Jan Paweł II przeniósł go na urząd arcybiskupa benewentyńskiego. Ingres odbył 17 października 1982. W Benewencie wybudował nowy gmach dla seminarium duchownego.
25 listopada 1991 przeszedł na emeryturę, którą spędził w wybudowanym przez siebie seminarium.